# 文蘭 (演員)
文蘭（1938年——），本名梁葆文，香港女演員，為粵劇丑生梁醒波之次女。她於1950年代中期踏入影壇，首部作品為《嬌嬌女》，其後參演多部粵語片，包括《甜姐兒》、《我愛紫羅蘭》等，活躍於1950至1960年代。文蘭與父親及姊妹梁葆貞、梁寶珠皆出身演藝世家，是五、六十年代香港影壇的代表人物之一。

## 經歷
文蘭自小生於演藝世家，父親為著名粵劇丑生梁醒波，母親顧文娟為電影製片人，姊梁葆貞及妹梁寶珠亦活躍於演藝圈。她自幼受家庭氛圍薰陶，經常隨父親往來戲院與片場。
1956年，文蘭因陪伴父親到片場而被導演發掘，並與梁醒波合作演出電影《嬌嬌女》，正式踏入影壇。其後，她參演《甜姐兒》、《我愛紫羅蘭》等多部粵語與國語片，形象清新，演出題材多為愛情、親情或家庭倫理作品。
雖然獲得父親支持與力捧，但文蘭在影壇的發展並未如同時期其他女星般突出。至1960年代末，她逐漸淡出演藝圈，後期移居海外，並從事飲食及設計相關事業。多年後，她偶爾在訪問中回顧從影經歷，並以梁醒波之女的身分為人熟知。 

## 作品列表

### 電影
| 年份     | 片名           | 備註                                 |
| -------- | -------------- | ------------------------------------ |
| 1956年   | 《嬌嬌女》     | 文蘭的處女作，與父親梁醒波合作演出。 |
| 1957年   | 《甜姐兒》     | 粵語片，代表作之一。                 |
| 1960年代 | 《恨嫁》       | 粵語片。                             |
| 1961年   | 《慈母千秋》   | 親情題材電影。                       |
| 1966年   | 《我愛紫羅蘭》 | 國語片，文蘭在片中饰 Jenny Lee。     |